# 源満仲
源 満仲（みなもと の みつなか）は、平安時代中期の武将。清和源氏、六孫王経基の嫡男。多田源氏の祖で、多田 満仲（ただ の みつなか、ただ の まんじゅう）とも呼ばれる。諱は満中とも記される。神号は多田大権現。

## 生涯
当初は都で活動する武官貴族であった。天徳4年（960年）平将門の子が入京したとの噂があり、検非違使や大蔵春実らと共にこの捜索を命じられた武士の一人として現れたのが史料上の初見である。武蔵権守の任期を終えていた応和元年（961年）に満仲の邸宅が強盗に襲撃される事件が起こり、自ら強盗の一味であった倉橋弘重を捕らえた。弘重の供述によれば醍醐天皇の皇孫親繁王と清和天皇の皇孫源蕃基がそれぞれ主犯と共犯であったという。
左馬助在任時の康保2年（965年）に、多公高・播磨貞理らと共に村上天皇の鷹飼に任ぜられる。同4年（967年）に村上天皇が崩御すると、藤原千晴と共に伊勢国に派遣される固関使に命ぜられるが、離京することを嫌った双方が辞退を申し出たが、満仲のみ病による辞退を許された。
安和2年（969年）の安和の変では、源連らによる皇太子・守平親王（のち円融天皇）廃太子の謀反があると密告して事件の端緒をつくった。この事件で左大臣・源高明が失脚したが、満仲は高明の一派であり、これを裏切り密告したとの噂がある。また、この事件で満仲の三弟・満季が対立する有力武士・藤原千晴の一族を追捕している。満仲は密告の恩賞により正五位下に昇進した。
藤原摂関家に仕えて、摂津国・越後国・越前国・伊予国・陸奥国などの受領を歴任し、左馬権頭・治部大輔を経て鎮守府将軍に至る。こうした官職に就くことによって莫大な富を得た満仲は他の武士からの嫉妬を受けたらしく、天延元年（973年）には武装した集団に左京一条にあった自邸を襲撃、放火されるという事件が起きている。この事件による火災は周辺の建物300軒から500軒にまで延焼したという。また、この事件でも同日中に三弟満季が嫌疑人を捕らえているが、実行犯については明らかでない。
二度国司を務めた摂津に土着。摂津住吉郡の住吉大社に参籠した時の神託により、多田盆地に入部、所領として開拓すると共に、多くの郎党を養い武士団を形成した。武士団の中心として坂上党の棟梁坂上頼次を摂津介に任命し、山本荘司に要請して西政所、南政所、東政所を統括して警衛にあたらせた。
また寛和元年（986年）に起きた花山天皇退位事件に際し、花山天皇を宮中から連れ出した藤原道兼を警護した「なにがしといふいみじき源氏の武者たち」とは、満仲の一族であったと考えられている。この政変後、満仲と主従関係にあったとみられる藤原兼家は一条天皇の摂政に就任した。
翌永延元年（987年）多田の邸宅において郎党16人及び女房30余人と共に出家して満慶と称し、多田新発意(しんぼち)とよばれた。この出家について、藤原実資は日記『小右記』に「殺生放逸の者が菩薩心を起こして出家した」と記している。また『今昔物語集』には満仲の末子で延暦寺の僧となっていた源賢が父の殺生を悲しみ、天台座主院源と仏法を満仲に説き出家させたという説話がある。なお同書ではこのときの年齢を六十余歳と伝えており、これによれば生年は延喜19年（919年）から延長6年（928年）の間となる。
長徳3年（997年）8月27日に卒去。遺骸は多田院（現在の多田神社）に葬られた。

## 系譜
- 父：源経基
- 母：橘繁古の娘もしくは藤原敏有の娘
- 妻：源俊の娘
  - 長男：源頼光（948-1021） - 摂津源氏祖
  - 男子：源頼平 - 子孫は柏原氏・檜坂氏・匂当氏など
  - 男子：源賢（977-1020）
- 妻：藤原致忠の娘
  - 次男：源頼親 - 大和源氏祖
  - 三男：源頼信（968-1048） - 河内源氏祖
- 妻：藤原元方の娘
- 生母不詳
  - 男子：源頼範 - 源頼光の養子
  - 男子：源頼明 - 出羽守・山城介
  - 男子：源頼貞 - 帯刀先生
  - 男子：頼尋
  - 女子：藤原頼親室
  - 女子：源敦室
  - 女子：藤原道綱室

『古事談』には藤原惟成が婿となっていたとある。また塩川氏の伝承によれば郎党・藤原仲光の嫡男藤原仲義が婿であったともいう。

## 和歌
- 交流のあった歌人・清原元輔が肥後守となって任国に下る際に交わした贈答歌が、『拾遺和歌集』に入集している。

## 墓所・供養塔

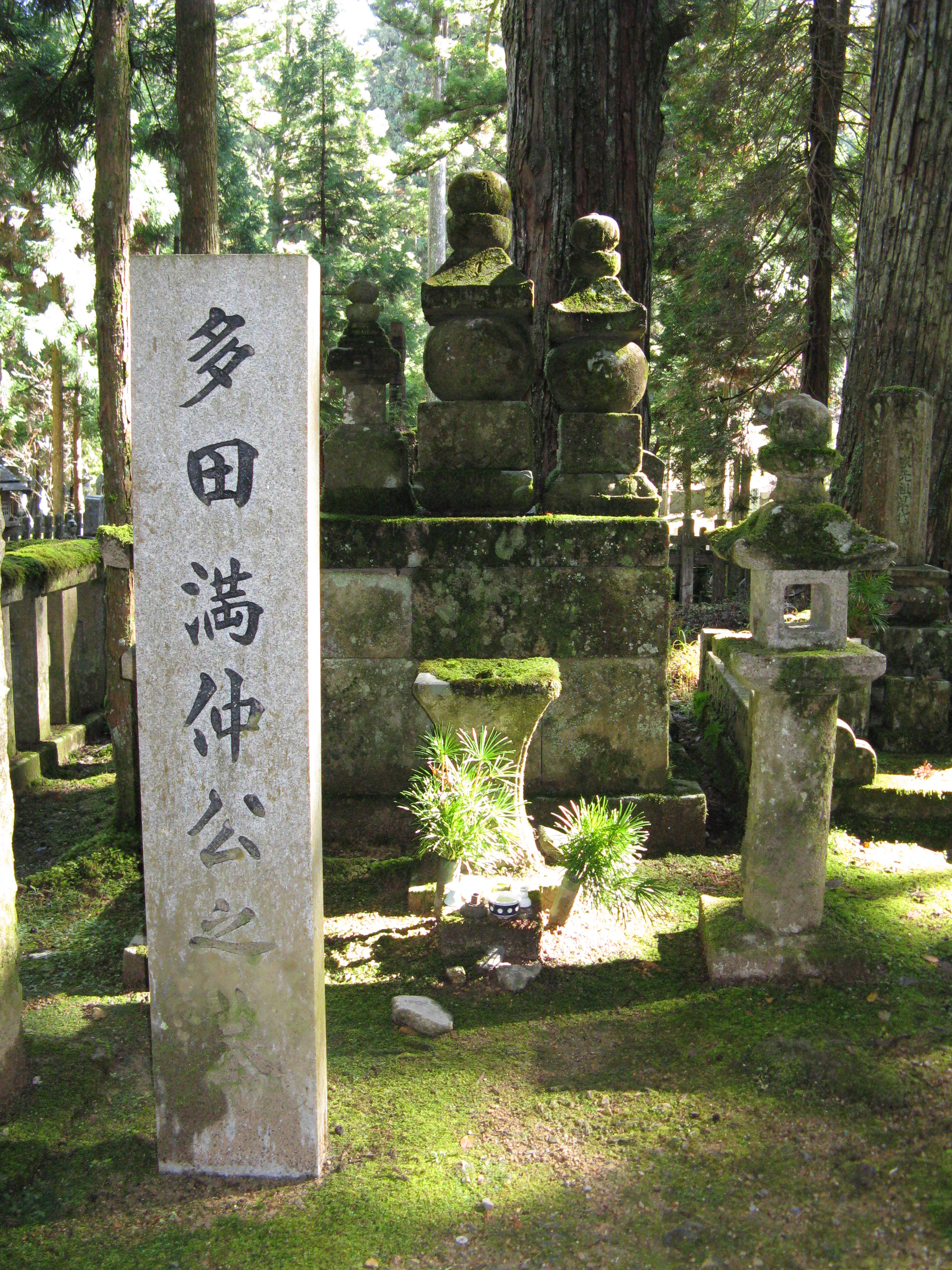
高野山にある源満仲（多田満仲）の墓

満仲の墓所および供養塔はその遺骸が葬られたとされる兵庫県川西市の多田神社の境内のほか全国に複数存在している。
- 兵庫県川西市多田神社
- 和歌山県高野町高野山奥の院（五輪塔）
- 神奈川県箱根町元箱根石仏群（宝篋印塔）
- 大阪府豊能郡能勢町地黄（宝篋印塔）
- 奈良県奈良市来迎寺（五輪塔）
- 福井県小浜市多田寺（宝篋印塔）
- 千葉県香取市光明院（五輪塔）

## その他
- 夏目漱石『坊つちやん』の主人公は、満仲の末裔の旧旗本の家の出身という設定。なお、作者の漱石自身は満仲の弟・満快の末裔である（夏目氏参照）。